# 神代カレー

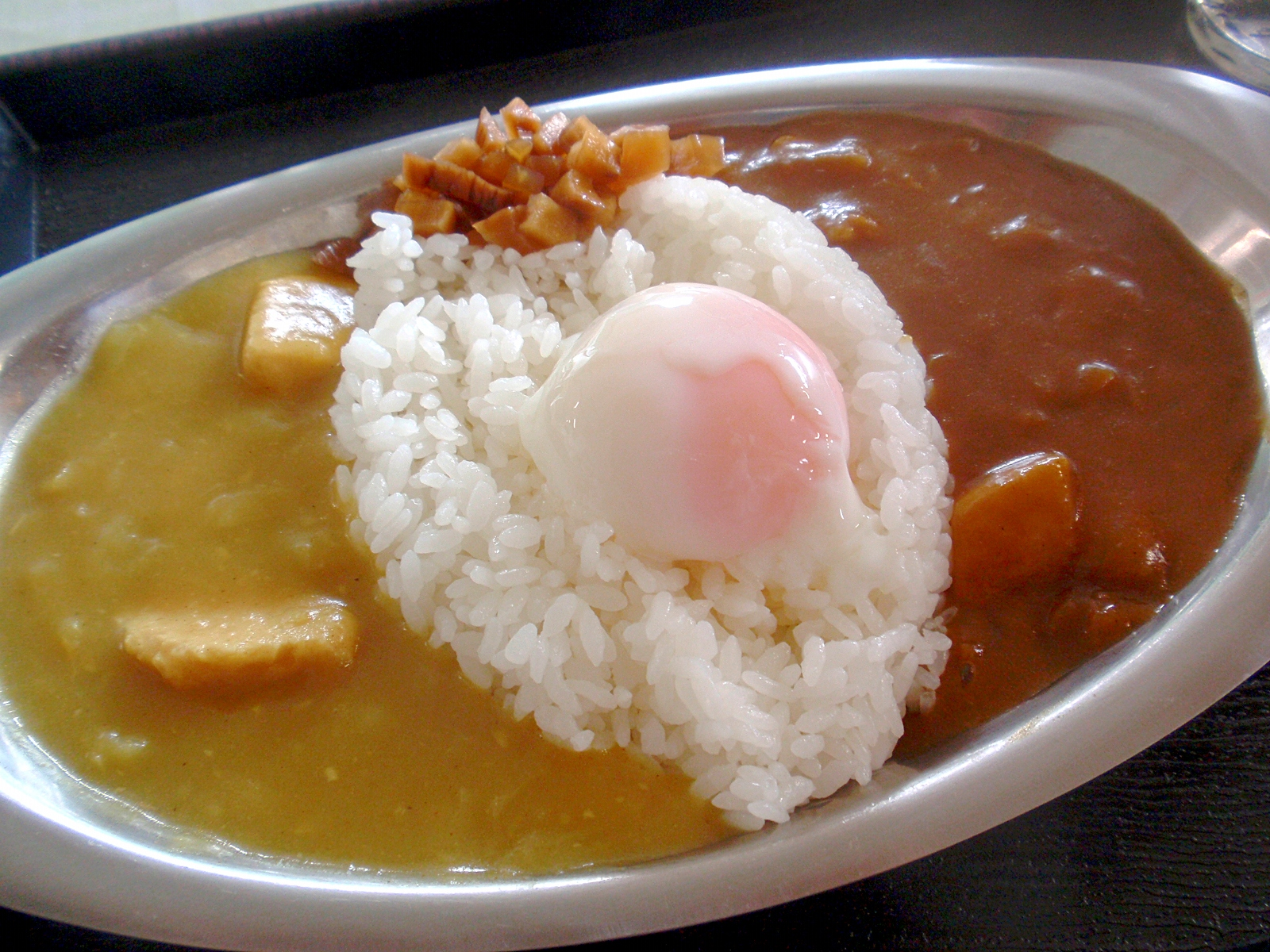
神代カレー

神代カレー（じんだいカレー）は、秋田県仙北市周辺で販売されているカレーライス。昔風のカレーと現代風のカレーをひと皿に盛りつけ、ご飯を添えたものである。

## 概要
2005年12月に「農業を観光や商業と連携しながら、神代地域を元気にしていこう」という目的で、秋田県仙北市の田沢湖近郊の神代地区を中心とした地域の有志30名で「一般財団法人神代活性化協議会」が発足した。協議会が町おこしの一環として製作したのが「神代カレー」である。
神代地区（旧 神代村）に家庭料理としてのカレーが広まったのは、カレー粉が一般家庭に普及した1950年代だった。当時は牛肉や豚肉などの畜肉が思うように入手できなかったため、具には鯖や鮭などの魚肉の水煮の缶詰や、魚肉ソーセージや地元産の野菜を使用し、鰹節のほか煮干しや昆布などの出汁を基本とした醤油味の和風ブイヨンで煮込み、フライパンで少量のカレー粉と大量の小麦粉を炒め合わせて作ったルゥを練り上げてカレーのソースを作っていた。このカレーソースはコクが少なかったため、ウスターソースをかけて食べる食べ方が一般的だった。しかし、1960年代に固形ルーが普及すると、かつての調理方法で作られたカレーは姿を消し、一部の家庭で「婆ちゃんカレー」として残る程度だった。
そこで、一般財団法人神代活性化協議会は、かつての調理法で作られた昔風のカレーと、デミグラスソースベースの欧風カレーを両方盛ったカレーを「神代カレー」として売り出した。トッピングに温泉卵といぶりがっこを添える点、カレーにウスターソースをかけるという昔の食べ方を復活させた点が大きな特徴となっている。
2009年のB-1グランプリでは4位入賞を果たした。